# Міністерство оборони Словаччини

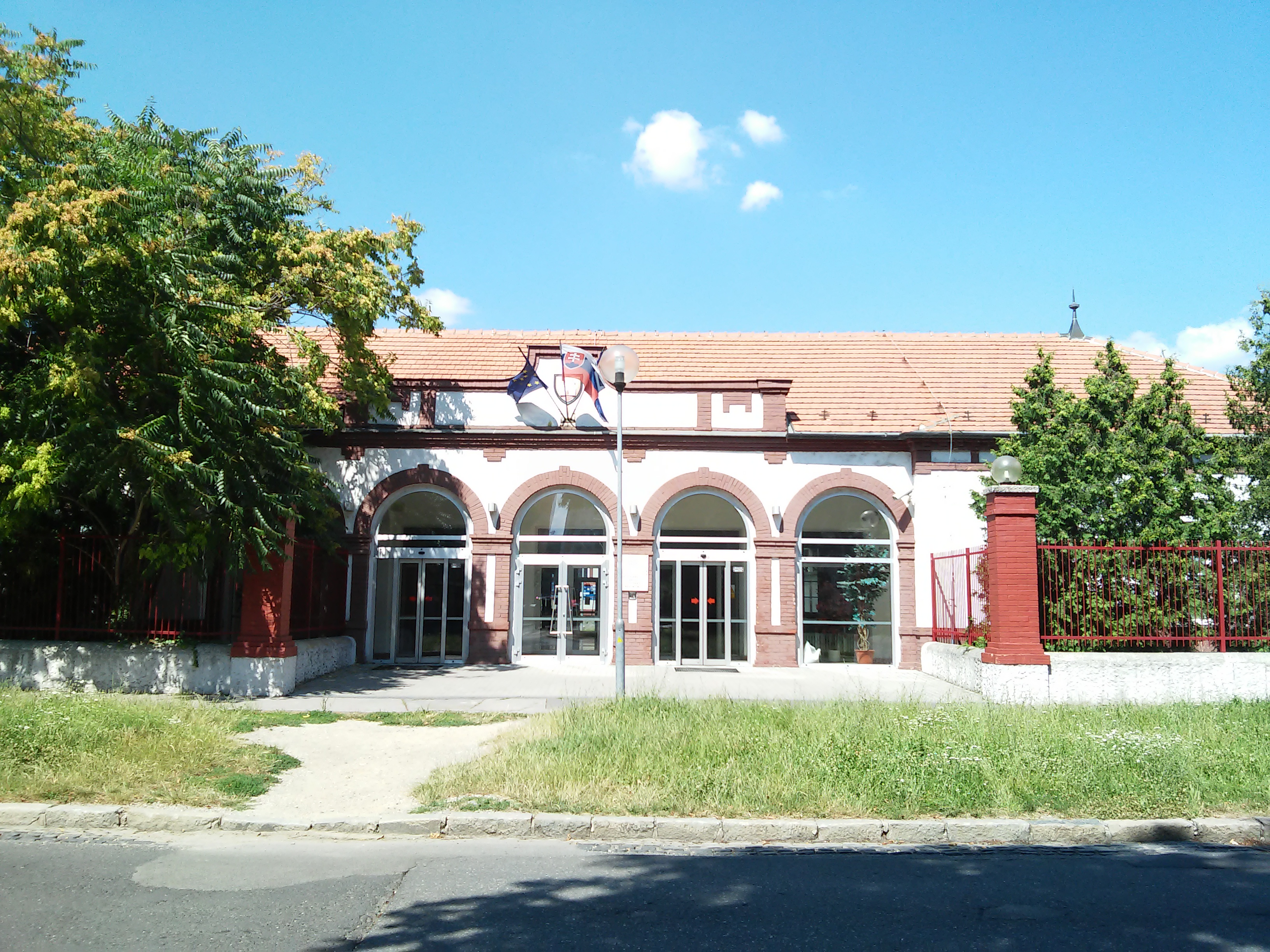
Будівля міністерства у Братиславі

Міністерство оборони Словацької Республіки (словац. Ministerstvo obrany Slovenskej republiky, MO SR) — одне з міністерств уряду Словаччини. 
Воно функціонує як центральний орган державного управління Словацької Республіки у сфері оборони. Штаб-квартира міністерства знаходиться в Братиславі. Воно було засноване 1 січня 1993 року Постановою Словацької національної ради №347/1990 «Про організацію міністерств та інших центральних органів державної влади Словацької Республіки». Діяльність міністерства регулюється Законом №575/2001 «Про організацію урядової діяльності та організацію центрального державного управління».
Міністерством оборони керує і відповідає за його діяльність міністр оборони, який призначається на посаду та звільняється з посади Президентом за поданням Прем'єр-міністра.

## Повноваження
1. управління та нагляд за обороною Словацької Республіки,
2. забезпечення, управління та нагляд за Збройними силами Словацької Республіки,
3. координація діяльності та нагляд за органами державної влади, органами місцевого самоврядування та іншими юридичними особами у сфері підготовки до захисту Словацької Республіки,
4. координація оборонного планування,
5. забезпечення недоторканності повітряного простору Словацької Республіки,
6. координація військового повітряного руху з цивільним повітряним рухом,
7. військова розвідка,
8. державна служба.

## Державний секретар
На час відсутності Міністра оборони, в межах його прав і обов'язків, його представляє Державний секретар. Міністр може уповноважити державного секретаря представляти його і в інших випадках. Державний секретар має право дорадчого голосу при представленні міністра на засіданні Кабінету міністрів. Державний секретар призначається на посаду та звільняється з посади Кабінетом міністрів за поданням міністра оборони.
Чинним державним секретарем Міністерства оборони є Ігор Меліхер.

## Список міністрів
- Імріх Андрейчак (16 березня 1993 – 15 березня 1994)
- Павол Каніс (15 березня 1994 – 13 грудня 1994)
- Ян Сітек (13 грудня 1994 – 30 жовтня 1998)
- Павол Каніс (30 жовтня 1998 – 2 січня 2001)
- Йозеф Станк (2 січня 2001 – 15 жовтня 2002)
- Іван Шимко (16 жовтня 2002 – 24 вересня 2003)
- Едуард Кукан (24 вересня 2003 – 10 жовтня 2003)
- Юрай Лішка (10 жовтня 2003 – 1 лютого 2006)
- Мартин Федор (1 лютого 2006 – 4 липня 2006)
- Франтішек Кашицкі (4 липня 2006 – 30 січня 2008)
- Ярослав Башка (30 січня 2008 – 8 липня 2010)
- Любомір Галко (8 липня 2010 – 28 листопада 2011)
- Івета Радічова (28 листопада 2011 – 4 квітня 2012)
- Мартін Глвач (4 квітня 2012 – 23 березня 2016)
- Петер Гайдош (23 березня 2016 – 21 березня 2020)
- Ярослав Надь (з 21 березня 2020 - 25 жовтня 2023)
- Роберт Калиняк (з 25 жовтня 2023)